# Mamajev Kurgan
Mamajev Kurgan (russisk: Мама́ев курга́н, tr. Mamajev Kurgan, også Højde 102,0 ) er en bakke på bredden af floden Volga i Volgograd med udsigt over byen, hvor de hårde slag om Stalingrad fandt sted mellem juli 1942 og februar 1943. I dag er Mamajev Kurgan mest kendt for mindesmærke komplekset til ære for heltene, der kæmpede ved Stalingrad og kæmpestatuen ”Moderlandet kalder!” (russisk: Родина-мать зовёт!). På Mamajev Kurgan er mere end 35.000 af Stalingrads forsvarere stedt til hvile, både i individuelle grave og massegrave.
Siden 2014 har Mamajev Kurgan mindesmærke komplekset været kandidat til optagelse på UNESCOs Verdensarvsliste. 

## Kampene
Den tyske 6. armé under Friedrich Paulus startede angrebet på Stalingrads bycentrum den 13. september 1942 med voldsomme artilleribeskydninger af Mamajev Kurgan, der på tyskernes kort var noteret som Højde 102,0. Højen blev forsvaret af den sovjetiske 62. armé under kommando af Vasilij Ivanovitj Tjujkov, som måtte flytte sit hovedkvarter væk fra højen til Tsaritsa. Den 15. september havde tyskerne erobret højen, men russerne iværksatte et modangreb og højen var skiftevis erobret frem til den 27. september, hvor højen forblev delt mellem styrkerne. Den østlige del af højen blev holdt af 284. Infanteridivision under ledelse af Nikolaj Filippovitj Batjuk, den enhed som bl.a. husede snigskytterne Vasilij Grigorjevitj Sajtsev og Viktor Ivanovitj Medvedev. Forsvarene holdt ud indtil et sovjetisk modangreb den 26. januar 1943 kom dem til undsætning. Slaget ved Stalingrad sluttede en uge senere med et totalt tysk nederlag.
Slaget havde fladet Mamjev Kurgans form ud og fyldt jorden med krudtslam, metal og knogler. Man kunne optælle mellem 500 og 1200 metalfragmenter pr. kvadratmeter. I september havde den tyske 6. armé affyret over 23 millioner skud med riffler og maskingevær, ca. 750,000 mortergranater, 685,000 tank- artillerigranater og soldaterne havde kastet omkring 178,000 håndgranater. 

## Mindesmærke komplekset
Allerede under krigen opstod ideen til at omdanne området til et markant mindesmærke. Komplekset er det største af sin art (18 ha) forbundet med 2. verdenskrig. Komplekset blev officielt åbnet i 1967 og består af en hel række bygninger, skulpturer, anlæg mv.:
- Indgangspartiet ”Generationernes erindring”
- Pyramideformede poplers alle
- Pladsen for de stående døde
- Væg-ruinen
- Heltenes plads
- Monumentale relief
- Hall for militær berømmelse
- Sorgens plads
- Hovedmonumentet Moderlandet kalder
- Krigsminde gravplads
- Mindelund ved foden af Mamajev Kurgan

Efter deres død er bl.a. marskal Vasilij Ivanovitj Tjujkov og Vasilij Grigorjevitj Sajtsev begravet i Mamajev Kurgan.

## Fotogalleri
- Russisk erindringsmønt
- Væg-ruinen (fragment)
- Marskal Vasilij Tjujkovs grav
- Evige flamme
- Vagtskifte
- Sørgende mor